# Carlão e Amieiro
Carlão e Amieiro (oficialmente: União das Freguesias de Carlão e Amieiro) é uma freguesia portuguesa do município de Alijó, com 33,01 km² de área e 627 habitantes (censo de 2021). A sua densidade populacional é 19 hab./km².

## História
Foi constituída em 2013, no âmbito de uma reforma administrativa nacional, pela agregação das antigas freguesias de Carlão e Amieiro com sede em Carlão.

## Demografia
A população registada nos censos foi:
| Distribuição da População por Grupos Etários | Distribuição da População por Grupos Etários | Distribuição da População por Grupos Etários | Distribuição da População por Grupos Etários | Distribuição da População por Grupos Etários | Distribuição da População por Grupos Etários |
| -------------------------------------------- | -------------------------------------------- | -------------------------------------------- | -------------------------------------------- | -------------------------------------------- | -------------------------------------------- |
| Antes da agregação                           |                                              |                                              |                                              |                                              |                                              |
| Ano                                          | 0-14 anos                                    | 15-24 anos                                   | 25-64 anos                                   | >= 65 anos                                   | Total                                        |
| 2001                                         | 97                                           | 101                                          | 456                                          | 336                                          | 990                                          |
| 2011                                         | 52                                           | 56                                           | 340                                          | 352                                          | 800                                          |
| Após a agregação                             |                                              |                                              |                                              |                                              |                                              |
| Ano                                          | 0-14 anos                                    | 15-24 anos                                   | 25-64 anos                                   | >= 65 anos                                   | Total                                        |
| 2021                                         | 30                                           | 39                                           | 251                                          | 307                                          | 627                                          |

## Povoações
- Amieiro
- Carlão
- Casas da Serra
- Franzilhal